# تریمریزاسیون آلکین

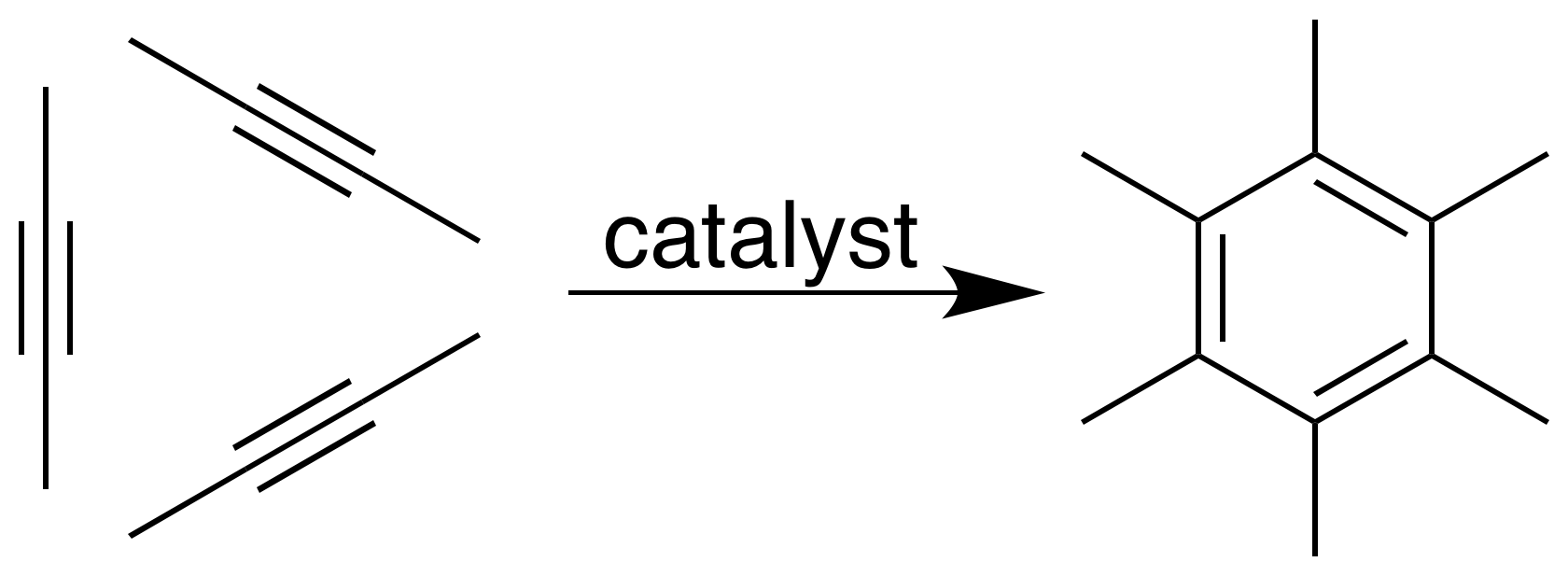
واکنش سیکلوتریمریزاسون ماده ی 2-بوتین

تریمریزاسیون آلکین یا سه‌گانه سازی آلکینی یک واکنش حلقه زایی ۲+۲+۲ است که در آن سه مولکول آلکین با یکدیگر واکنش نشان می‌دهند و منجر به تولید یک آرن می‌گردند. این واکنش برای انجام به کاتالیزور فلز نیازمند است. علاوه بر جذابیت تاریخی این واکنش و کاربرد قابل توجه آن برای سنتز آلی نیز مورد توجه است. تا کنون تغییرات بسیاری در این انجام این واکنش توسعه یافته‌اند که از جمله آنها می‌توان به انجام واکنش حلقوه سازی میان آلکینها و آلکنها به عنوان مواد یا آلکینها و نیتریلها اشاره کرد.

## تاریخچه
در سال ۱۹۴۸ رپه کشف کرد که ترکیبات نیکلی توانایی کاتالیز کردن واکنش تشکیل حلقه بنزن از ماده اولیه استیلن را دارا می‌باشند:
3 RC2H → C6R3H3
هر دو ایزومر ۱٬۳٬۵ - و ۱٬۲،4-C6R3 مشاهده شدند.
از زمان کشف رپه تا به امروز بسیاری دیگر از واکنش‌های سه‌گانه سازی حلقوی (تریمریزاسیون حلقوی) دیگری گزارش شده‌اند.